# Anasazisaurus
Anasazisaurus („ještěr Anasaziů“) byl rod kachnozobého dinosaura, který žil zhruba před 74 až 73 miliony let (pozdní věk kampán, období svrchní křídy) na území dnešní Severní Ameriky (Nové Mexiko, kraj San Juan).

## Historie

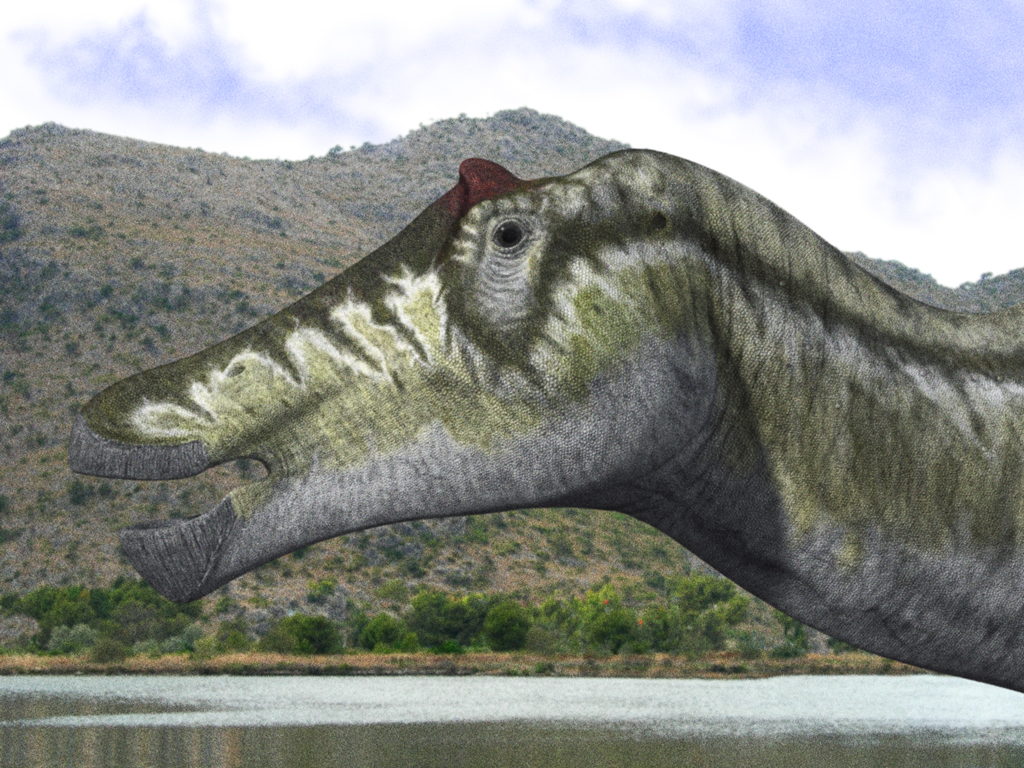
Přibližné vzezření hlavy příbuzného druhu Bonapartesaurus rionegrensis. Anasazisaurus mohl vypadat podobně.

Fosilie tohoto kachnozobého dinosaura byly objeveny týmem paleontologů z Brigham Young University roku 1977 v sedimentech souvrství Kirtland (člen Farmington). Jedná se o nekompletní lebku o celkové délce asi 90 cm (katalogové označení BYU 12950), jejíž preparace pokračovala ještě počátkem 21. století. V roce 1992 tuto fosilii popsal paleontolog Jack Horner, a to pod jménem Kritosaurus navajovius. O rok později paleontologové Adrian Hunt a Spencer G. Lucas usoudili, že se jedná o odlišný rod a druh a stanovili nové vědecké jméno Anasazisaurus horneri (druhové jméno je poctou Jacku Hornerovi). V roce 2014 však byla publikována revize materiálu anasazisaura, jejímž závěrem je zjištění, že se mohlo ve skutečnosti jednat pouze o jiný druh rodu Kritosaurus (Kritosaurus horneri).

## Rozměry a popis
Anasazisaurus patřil mezi poměrně velké kachnozobé dinosaury, v dospělosti dosahoval přibližně hmotnosti nosorožce (kolem 2 tun). Podle jiných odhadů dosahoval při délce kolem 7,5 metru hmotnosti zhruba 2500 kilogramů. Přesnější rozměry však na základě dosud získaného omezeného fosilního materiálu není možné odhadnout.
Anasazisaurus byl býložravý čtvernožec, žijící pravděpodobně v menších stádech. Živil se nízko rostoucí vegetací a větvemi dřevin až do výšky kolem 4 metrů. Jeho lebku zdobil nízký pevný hřeben. Celkově se tvarem těla i velikostí nejspíše značně podobal ostatním saurolofinům.

## Zařazení
Anasazisaurus byl pravděpodobně zástupcem podčeledi Saurolophinae a tribu Kritosaurini. Jeho blízkým vývojovým příbuzným byl například argentinský druh Willinakaqe salitralensis. V roce 2017 byl popsán další jihoamerický hadrosaurid, druh Bonapartesaurus rionegrensis, rovněž blízce příbuzný druhu Anasazisaurus horneri. Druh W. salitralensis však nemusí být vědecky validní (formálně platný). Může se totiž jednat o fosilie několika různých hadrosauridů.